# Chris Hannah
Chris Hannah (...) è un cantante e chitarrista canadese, attualmente membro del gruppo melodic hardcore punk Propagandhi.
Nel 2003 prese il nome di Glen Lambert. Molti fan della band rimasero stupiti dalla notizia, credendo che Lambert (già membro dei Portage Terriers) avesse preso il posto del leader nonché fondatore della band. La notizia venne poi smentita dai membri della band, dato che si trattava di un loro scherzo.

## Propagandhi
La band, fondata dallo stesso Hannah, venne scoperta da Fat Mike, cantante di un'altra nota band melodic hardcore punk, i NOFX, che li chiamò per alcuni eventi. I Propagandhi firmarono nel 1993 un contratto con la Fat Wreck chords con la quale pubblicarono il loro primo album How to Clean Everything, seguito poi dagli altri cinque, tutti sotto etichetta Fat Wreck Chords.